# Pozuelo del Rey
Pozuelo del Rey ist eine zentralspanische Gemeinde (municipio) mit 1.292 Einwohnern (Stand: 2024) im Osten der Autonomen Gemeinschaft Madrid. 

## Lage
Pozuelo del Rey liegt im Südosten der Gemeinschaft Madrid. Sie grenzt an  Campo Real, Nuevo Baztán, Torres de la Alameda, Valverde de Alcalá, Villar del Olmo und Valdilecha y Loeches.

## Bevölkerungsentwicklung
| 1842 | 1900 | 1950 | 1981 | 1991 | 2001 | 2011 |
| ---- | ---- | ---- | ---- | ---- | ---- | ---- |
| 1223 | 610  | 417  | 211  | 209  | 263  | 1010 |